# Municipio de Rural (condado de Rock Island)
El municipio de Rural (en inglés: Rural Township) es un municipio ubicado en el condado de Rock Island en el estado estadounidense de Illinois. En el año 2010 tenía una población de 988 habitantes y una densidad poblacional de 10,54 personas por km².

## Geografía
El municipio de Rural se encuentra ubicado en las coordenadas 41°22′14″N 90°29′29″O / 41.37056, -90.49139. Según la Oficina del Censo de los Estados Unidos, el municipio tiene una superficie total de 93.76 km², de la cual 93,76 km² corresponden a tierra firme y (0 %) 0 km² es agua.

## Demografía
Según el censo de 2010, había 988 personas residiendo en el municipio de Rural. La densidad de población era de 10,54 hab./km². De los 988 habitantes, el municipio de Rural estaba compuesto por el 96,46 % blancos, el 1,62 % eran afroamericanos, el 0,3 % eran amerindios, el 0,1 % eran asiáticos, el 1,21 % eran de otras razas y el 0,3 % eran de una mezcla de razas. Del total de la población el 2,43 % eran hispanos o latinos de cualquier raza.